# Basedowstraße 18 (Magdeburg)

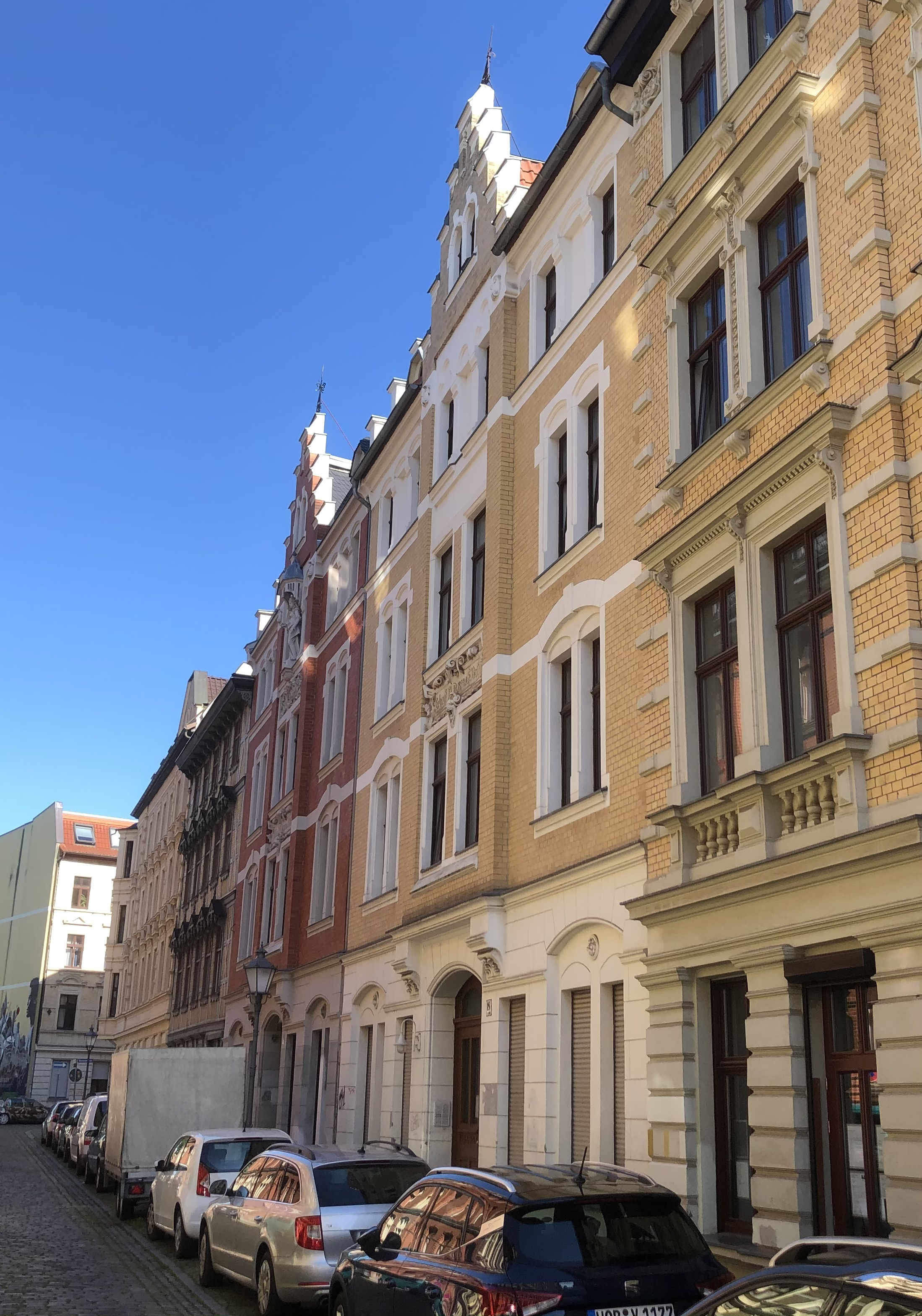
Basedowstraße 18 im Jahr 2021

Das Gebäude Basedowstraße 18 ist ein denkmalgeschütztes Wohnhaus in Magdeburg in Sachsen-Anhalt.

## Lage
Es befindet sich auf der Südseite der Basedowstraße im Magdeburger Stadtteil Buckau. Unmittelbar westlich grenzt das gleichfalls denkmalgeschützte Haus Basedowstraße 16, östlich die Basedowstraße 20 an. Zugleich gehört es zum Denkmalbereich Basedowstraße.

## Architektur und Geschichte
Das viergeschossige Gebäude wurde im Jahr 1892 für den Bauherren F. Busch errichtet und ist spiegelsymmetrisch zum benachbarten Haus Basedowstraße 20 ausgeführt. Die sechsachsige Fassade des Ziegelbaus ist im Stil des Eklektizismus gestaltet und mit Dekor in Formen der Neogotik und des Neobarocks versehen. Die beiden mittleren Achsen treten als flacher Mittelrisalit hervor. Der Risalit ist mit einem Stufengiebel bekrönt. An der Erdgeschossfassade finden sich Putzbänder. 
Im örtlichen Denkmalverzeichnis ist das Wohnhaus unter der Erfassungsnummer 094 17775 als Baudenkmal verzeichnet.
Das Haus gilt als Teil des gründerzeitlichen Straßenzugs als städtebaulich bedeutsam.